# Sheriff principal
En Escocia un sheriff principal (pl. sheriffs principales) es un juez a cargo de un sheriffdom con poder judicial, cuasi judicial, y responsabilidades administrativas. Los sheriffs principales han formado parte del poder judicial de Escocia desde el siglo XI. Los sheriffs principales fueron nombrados originalmente por el  Monarca de Escocia, y evolucionaron hacia una jurisdicción hereditaria antes de que el nombramiento volviera a recaer en la  Corona y en la Monarquía del Reino Unido tras la aprobación de la «Ley de Jurisdicciones Hereditarias (Escocia) de 1746».
En virtud de la «Ley de Tribunales del Sheriff (Escocia) de 1971» (modificada), cada sheriff principal es designado por el monarca del Reino Unido con el asesoramiento del Primer Ministro de Escocia, que es asesorado por el «Consejo de Nombramientos Judiciales para Escocia». En mayo de 2017 había seis sheriffs principales, cada uno de los cuales tiene la responsabilidad no solo de ser juez, sino de la administración de justicia en sus respectivos sheriffdoms. Los sheriffs principales tienen que garantizar el funcionamiento eficaz de los tribunales de sheriff y de los [[Juez de paz
Ir a la navegaciónIr a la búsqueda
| juzgados de paz]] de su jurisdicción. Tras la aprobación tanto de la «Ley de Reforma de los Tribunales (Escocia) de 2014» como de la «Ley del Poder Judicial y de los Tribunales (Escocia) de 2008», los sheriffs principales están sujetos a la autoridad y dirección del «Lord Presidente del Tribunal de la Sesión» como Jefe del Poder Judicial de Escocia.
Los sheriffs principales desempeñan otros cargos judiciales, entre ellos el sheriff principal de Lothian and Borders, que es Sheriff in Chancery, y presidente del Sheriff Personal Injury Court. Todos los sheriffs principales son sheriffs de apelación y miembros ex officio del «Tribunal de Apelación del Sheriff».
Aparte de su cargo judicial, cada sheriff principal ocupa otros cargos ex officio, como «Comisionado de los Faros del Norte» y General Commissioner of Income Tax, y cada sheriff principal tiene un papel ceremonial en su respectiva sheriffdom que significa que tiene un rango superior al de todos los demás, excepto el de la miembros de la familia real y el del Lord Lieutenant.
Al investigar la historia de los sheriffs principales hay mucha confusión sobre el uso de diferentes nombres para referirse a los sheriffs en Escocia. Los sheriffs principales son aquellos sheriffs que han ejercido su cargo sobre un sheriffdom, ya sea por herencia o por nombramiento directo de la Corona. Así,  sheriff hereditario (antes de 1746) y  sheriff-diputado (después de 1746) son los precursores del moderno cargo de sheriff principal. El precursor del cargo moderno de sheriff se denominaba históricamente «sustituto del sheriff».

## Historia

### Orígenes
David I, Rey de Escocia de 1124 a 1153, nombró sheriffs como administradores y jueces en toda Escocia. Con el tiempo, estos funcionarios pasaron a ser hereditarios y se nombró a un sheriff delegado para que se encargara de la labor judicial propiamente dicha del cargo. De estos sheriffs deriva el cargo actual de sheriffs principal, cuya denominación se estableció definitivamente en la Ley de Tribunales de Sheriff (Escocia) de 1971. El cargo actual de sheriff deriva de los sheriffs-sustituto que eran nombrados por los sheriffs-diputados (ahora sheriffs principales.)

### sigloXVI
En 1540 un Act of the Parliament of Scotland ordenó que los sheriffs principales (junto con los bailies y los stewards) debían "celebrar todos sus tres tribunales principales por sí mismos en persona, a menos que tuvieran una excusa justa y legal". Sin embargo, en el siglo XVI parece que los sheriffs-diputados ejercían su cargo totalmente a voluntad del sheriffs principal, y realizaban la gran mayoría del trabajo judicial.

### sigloXVII
En el siglo XVII, bajo el reinado de Carlos II, el número de sheriffs hereditarios principales aumentó en reconocimiento a su restauración al trono. En 1700, 21 de los 33 sheriffs principales eran hereditarios.

### sigloXVIII
En el siglo XVIII, el cargo de sheriff principal hereditario fue abolido por la Ley de Jurisdicciones Hereditarias (Escocia) de 1746, asumiendo los sheriffs-diputados el papel y el cargo de sheriff principal.

### sigloXIX
Hasta aproximadamente mediados del siglo XIX hubo 30 alguaciles principales. De esos sheriffs principales, dos (Glasgow y Edimburgo) eran efectivamente nombramientos a tiempo completo, mientras que el resto eran nombramientos a tiempo parcial ocupados por abogados de alto nivel, miembros de la Facultad de Derecho.  A lo largo de los años se produjo una amalgama gradual de sheriffdoms, con la consiguiente disminución del número de sheriffs principales.[cita requerida]

### sigloXX
En el siglo XX el sheriff principal tenía jurisdicción de apelación sobre las causas sumarias en casos civiles, y sólo los casos que llegaban a una prueba completa (audiencia) tenían derecho a apelar tanto al sheriff principal como al Tribunal de la Sesión.
En 1971, la «Ley de tribunales del sheriff (Escocia) de 1971» confirmó la denominación de sheriffs principales, afirmando que el cargo de sheriff suplente debía conocerse como sheriff principal, y que el sheriffs-sustituto debía conocerse como sheriff, afirmando:

4 Oficios de sheriff principal y sheriff  (1) El cargo de sheriff, es decir, el cargo conocido anteriormente como el cargo de sheriff depute, pero conocido inmediatamente antes de la entrada en vigor de esta Ley como el cargo de sheriff, se conocerá como el cargo de sheriff principal, el cargo de sheriff sustituto se conocerá como el cargo de sheriff, y el cargo de sheriff sustituto honorario se conocerá como el cargo de sheriff honorario.

El número de sheriffdoms se redujo a seis en 1975 mediante la Orden de Reorganización de los Sheriffdoms de 1974, con la supresión de todos los sheriffdoms anteriores y su sustitución por los siguientes sheriffdoms:
- Grampian, Highlands e Islas;
- Tayside, Central y Fife;
- Lothian y Borders;
- Glasgow y Strathkelvin;
- North Strathclyde;
- South Strathclyde, Dumfries y Galloway;

con cada sheriffdom presidido por un único sheriff principal.
Los límites de los sheriffdoms fueron modificados y los sheriffdoms rediseñados por la Orden de los Sheriffdoms (Alteración de Límites) de 1996, que sustituyó a la Orden de 1974.  El único cambio en los límites fue el traslado de una zona alrededor de Chryston del sheriffdom de Glasgow y Strathkelvin al sheriffdom de South Strathclyde, Dumfries y Galloway.

## Remisión y jurisdicción

### Funciones generales
El trabajo de un sheriff principal es en parte judicial y en parte administrativo, y consiste a grandes rasgos en lo siguiente:
- Las funciones judiciales convencionales en el Tribunales del Sheriff;
- judicial y cuasi judicial labores derivadas de diversos estatutos;
- funciones administrativas en relación con los tribunales dentro de la demarcación del sheriff principal;
- poderes de nombramiento;
- funciones diversas de asesoramiento y consulta;
- funciones ceremoniales.

### Judicial
Un sheriff principal a veces interviene en los tribunales penales o lleva a cabo importantes investigaciones sobre accidentes mortales. Tras el proyecto de ley y entrada en vigor de la «Ley de reforma de los tribunales (Escocia) 2014» por el Parlamento escocés los sheriffs principales se han sentado miembro de oficio como sheriffs de apelación en el «Tribunal de apelación del sheriff» con jurisdicción tanto en civil como en criminal, apelacións
En términos de la «Ley de Tribunales del Sheriff (Escocia) de 1971», reafirmada por la Ley de Reforma de los Tribunales (Escocia) de 2014, los sheriffs principales están encargados de una serie de deberes con respecto a los tribunales de los que son responsables, incluyendo en particular el deber de "asegurar la rápida y eficiente disposición de los asuntos en los tribunales del sheriff de ese sheriffdom".

### Administrativo
En virtud de la «Ley de Marina Mercante de 1995», todos los sheriffs principales son comisarios de los faros del Norte y forman parte del «Consejo de Faros del Norte».
El sheriff principal de Lothian y Borders es Sheriff de la Cancillería (dispone de las peticiones de derechos de sucesión a la tierra y a los bienes intestados.: 7 
Un sheriff principal podría ser miembro del Consejo Escocés de Justicia Civil, del Consejo Asesor de Mensajeros de Armas y Oficiales del Sheriff, del Foro de Justicia Penal, del Tribunal del Servicio de Seguridad, del Tribunal de los Servicios de Inteligencia y de varios otros organismos.

## Alguacil principal actual
| Sheriffdom                                                  | Sheriff principal                      | Tribunal principal                |
| ----------------------------------------------------------- | -------------------------------------- | --------------------------------- |
| Sheriff Principal de Glasgow y Strathkelvin                 | Sheriff Principal Craig Turnbull       | Tribunal del Sheriff de Glasgow   |
| Sheriff Principal de Grampian, Highland e Islas             | Sheriff Principal Derek Pyle           | Tribunal del Sheriff de Inverness |
| Sheriff Principal de Lothian y Borders                      | Sheriff Principal Mhairi M. Stephen QC | Tribunal del Sheriff de Edimburgo |
| Sheriff Principal de North Strathclyde                      | Sheriff Principal Duncan L. Murray     | Tribunal del Sheriff de Paisley   |
| Sheriff Principal de South Strathclyde, Dumfries y Galloway | Sheriff Principal Aisha Y. Anwar       | Salvador del Tribunal de Hamilton |
| Sheriff Principal de Tayside, Central y Fife                | Sheriff Principal Marysia Lewis        | Tribunal del Sheriff de Perth     |

## Orden de precedencia
En virtud de un Order of Precedence establecido por el rey Eduardo VII, un sheriff principal, en su propio sheriffdom, tiene un rango de precedencia inmediatamente posterior a la familia real. Por esta razón, se espera que los sheriffs principales estén presentes de vez en cuando, y a veces se les ordena, en las funciones reales y otras ceremonias dentro de sus sheriffdoms.

| Predecesor: Lords Lieutenant | Orden de precedencia en Escocia (caballeros) | Sucesor: Robert Buckland como Lord Canciller |